# دسوانث
دسوانث (مواليد 1560 - توفي 1584) كان رسامًا من سلطنة مغول الهند المسلمة، خدم السلطان أكبر.

## الحياة
في حين أنه لا يُعرف الكثير عن حياته المبكرة، فمن المعروف أنه كان هندوسيًا، وابن حامل محفة. بعد أن أظهر دسوانث موهبة طبيعية في الرسم والتلوين على الجدران، عَلِم السلطان به، وبدأ في التعلم من خواجة عبد الصمد، وهو رسام فارسي ماهر. كان عمل عبد الصمد تقليديًا ومحافظًا إلى حد ما.
أُشير إلى دسوانث في مخطوطة عين أكبري، وهي وثيقة تسجل إدارة سلطنة مغول الهند، وباعتباره أحد أهم ثلاثة فنانين في هذه الفترة، ومرة أخرى ورد في أكبر نامه، وهو كتاب يوضح فترة حكم أكبر، باعتباره يتمتع بموهبة فنية عظيمة. وعلى النقيض من عبد الصمد، كانت أعماله خيالية وأصيلة.
اعتبر سلوكه غريبًا في حياته، فجرح نفسه بخنجر في عام 1584، مما أنهى حياته.

## الأعمال

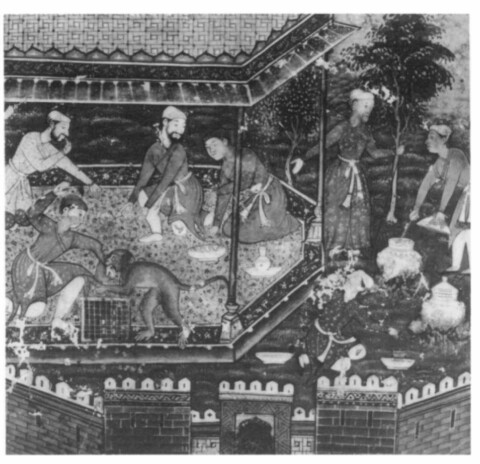
القرد الجريح يعض الأمير من طوطي نامه

وقد نُسبت إليه ثلاث رسوم توضيحية لكتاب "طوطي نامه" ("كتاب الببغاء") في متحف كليفلاند للفنون. يظهر عملين نقوشًا متضررة جزئيًا تشير إلى أنه الفنان بينما يُنسب إليه عمل ثالث. أحد هذه الأعمال يحمل عنوان "القرد الجريح يعض يد الأمير"، ويصور تصرفات القرد ورد فعله تجاه الأمير وموضوعات المشهد الأخرى. تميزت أعماله بتقنية التطبيق الحر للصبغة الرطبة والتي كانت مميزة.
كانت مساهمته الفنية المهمة التالية في الحزانة حيث رسم لوحات متعددة، ولا يزال تحت إشراف عبد الصمد، ثم رسم توضيحيًا فريدًا في تاريخ خندان التيمورية. ويُشتبه في أنه ساعد في إعداد حوالي 1400 لوحة قماشية لداستان الأمير حمزة وبعض الزخارف على المباني في أغرا وفاتحبور سيكري. ومن الصعب العثور على أمثلة محددة حيث لم ينجُ حتى يومنا هذا سوى حوالي 10٪ من حمزة.

### رزنامه
توجد أكبر مجموعة من أعمال دسوانث في كتاب رزنامه ("كتاب الحروب")، وهو ترجمة فارسية للملحمة الهندوسية ماهابهاراتا، بين عامي 1582 و1586، ويتضمن ثلاثين رسمًا توضيحيًا. لو لم يكن وفاته المبكرة، لكان الرسام الأكثر إنتاجًا في هذا المشروع الذي شمل بسوان [الإنجليزية]، وماكاند، وكاسو داس، وكانها، ولال. أمل العديد من المشاهد التي رسمها دسوانث رسماني مثل بانواري وكان يساعده أيضًا تولسي كالان.

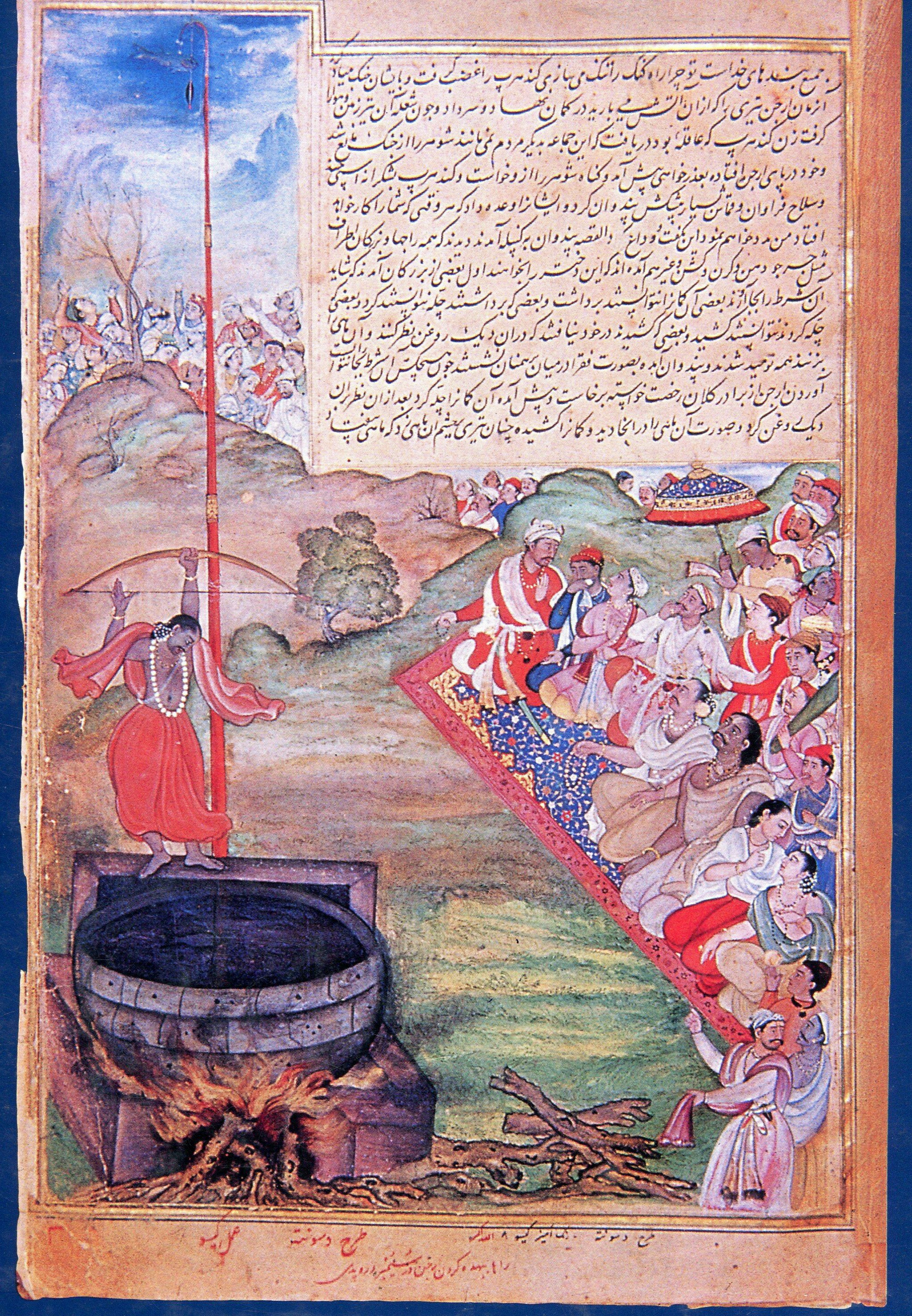
أرجون يضرب الهدف

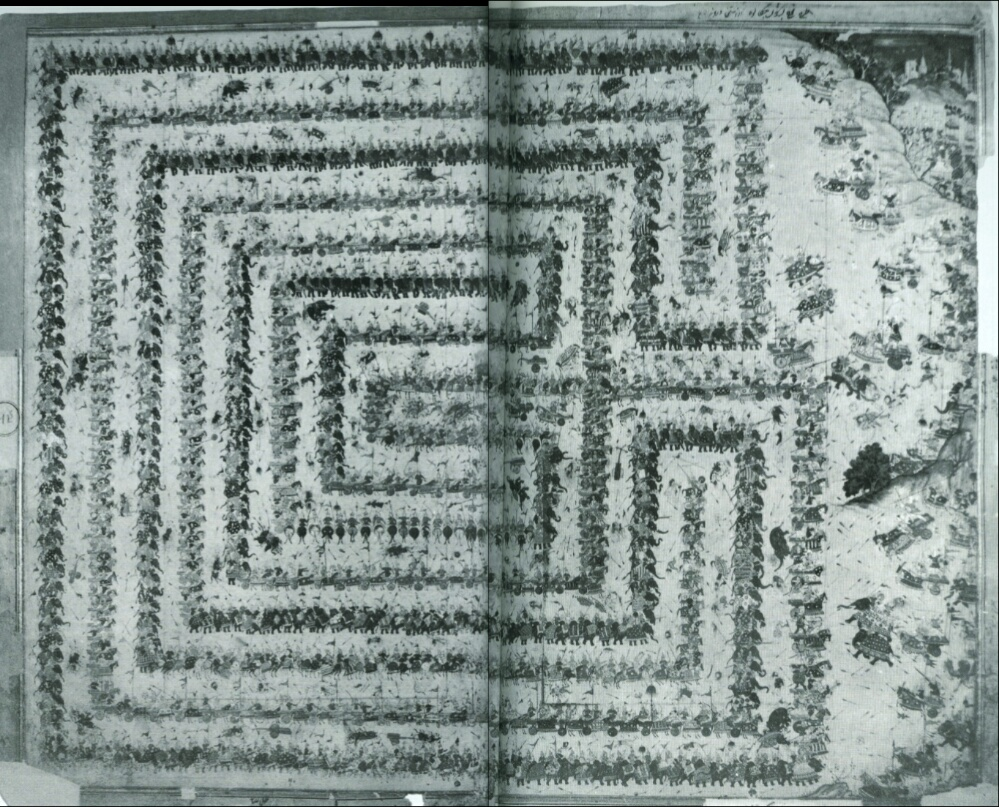
تشاكرافيوها: الموت المأساوي لأبهيمانيو

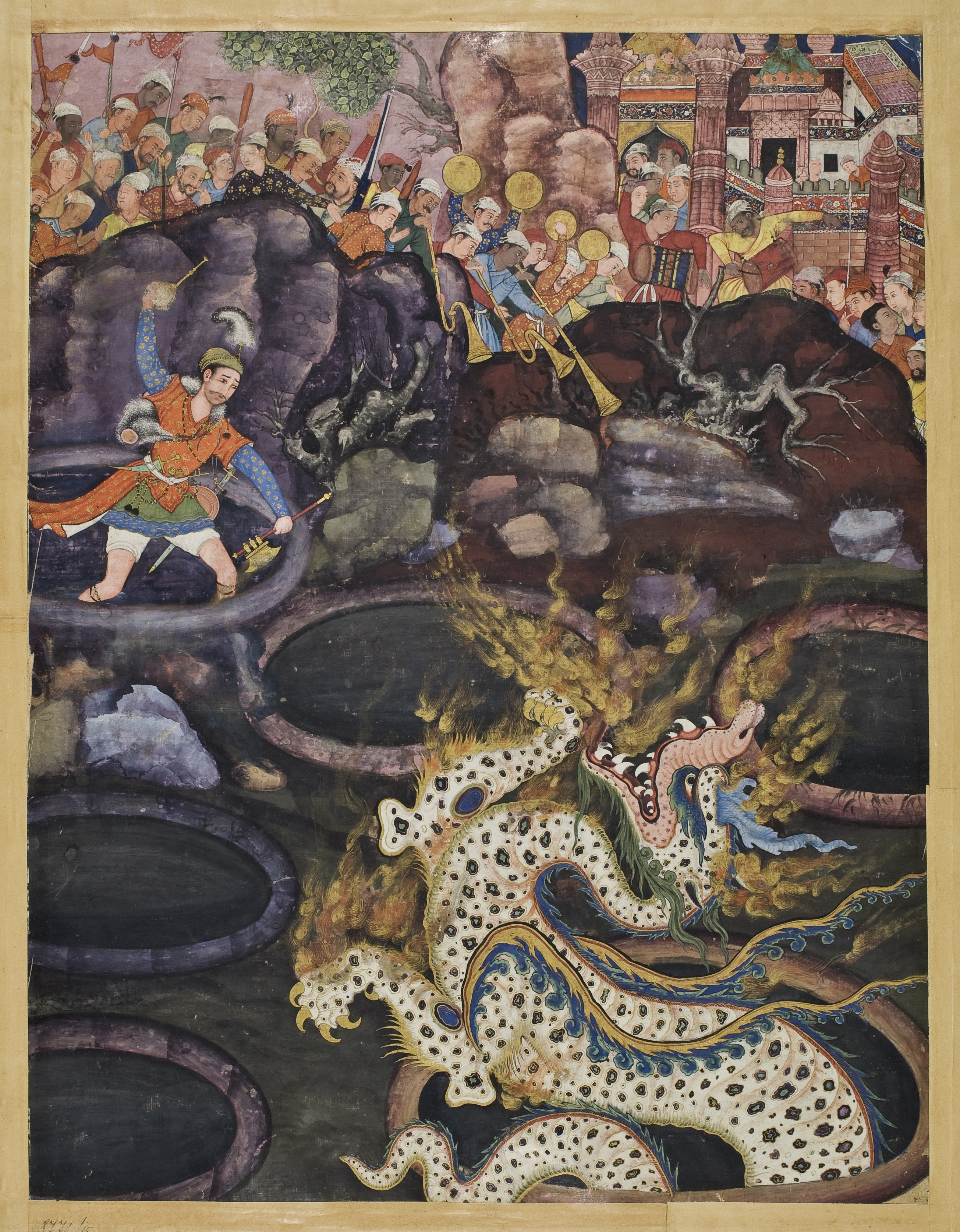
عمر العيار يهزم التنين، من مخطوطة أكبر حمزة نامه

يميل دسوانث إلى إيلاء اهتمام خاص للطبيعة والمزاجات المحددة للشخصيات. على غرار الرسامين الآخرين في عصره، يميل إلى التركيز على الجانب القصصي في الفن. تصور العديد من أعماله العنف الدموي والمعارك، لكنها لا تزال تتألف مع الاهتمام بالأقطار والدوائر والأشكال الأخرى، في توازن مع البيئة الطبيعية المحيطة. كان يرسم في كثير من الأحيان الآلهة، وأنصاف الآلهة، والشخصيات البلاطية المهمة، والمحاربين. هناك أيضًا فهم جمالي للمنظور، استنادًا إلى حجم الشخصيات وتفاصيل الهندسة المعمارية والخلفية.
ويظهر فنه أيضًا إلمامًا ببعض تقنيات الرسم الصينية والعربية والفارسية. تُظهر الأعمال الموجودة في رزنامه والتي تُسمى "أرجونا يطلق السهم" و"المغامرة السابعة للحصان الأبيض" تقنية غربية وأسلوبًا غربيًا في حين تحتوي "أرجونا يسقط كارنا" على سحب على الطراز الصيني.